# Regeln für die deutsche Rechtschreibung (amtliche Werke)

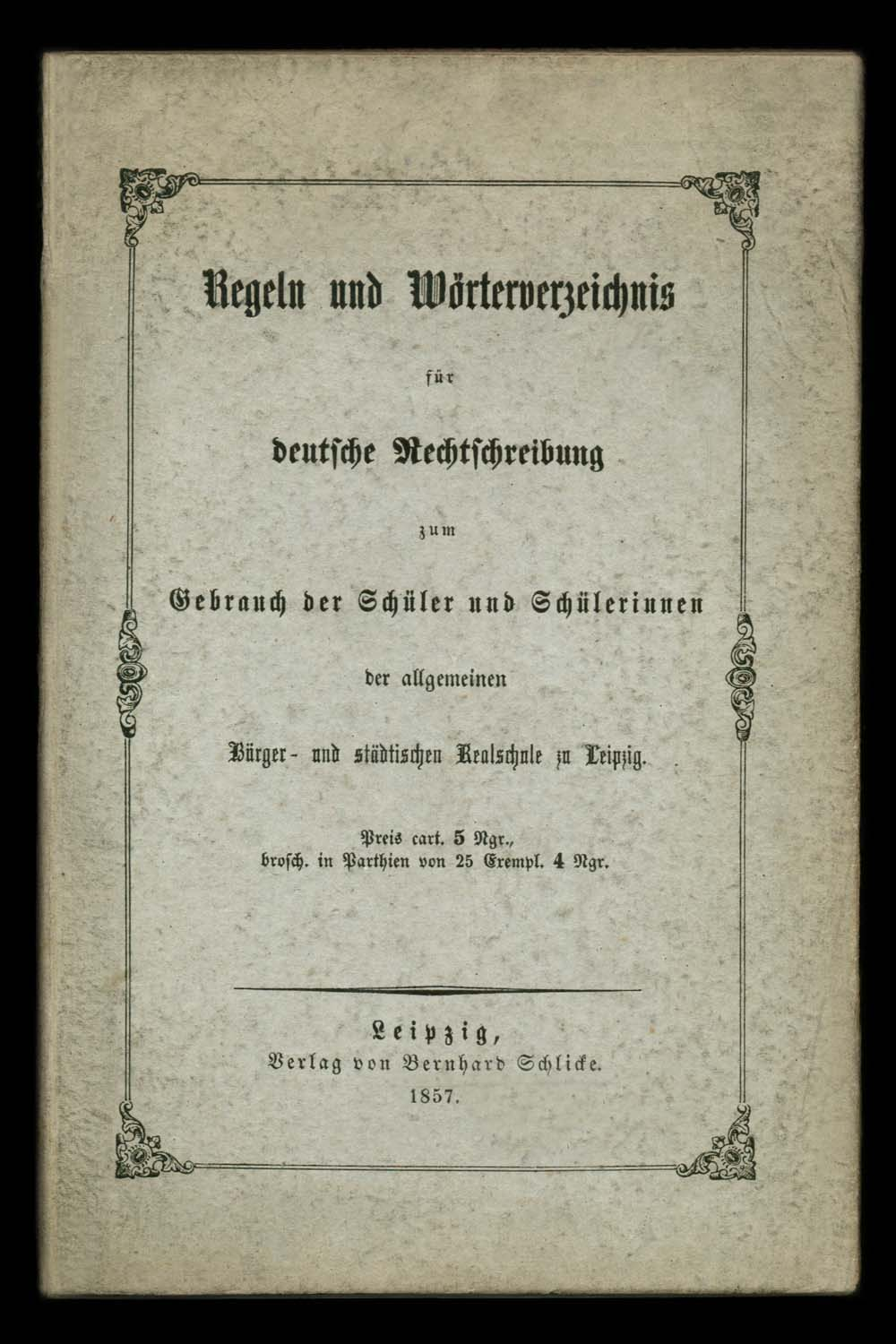
Leipziger Regelbuch 1857

Regeln für die deutsche Rechtschreibung ist eine Kurz- und Sammelbezeichnung für die halbamtlichen und amtlichen Regelwerke über die deutsche Rechtschreibung mit Wörterverzeichnis, die seit 1855 im deutschsprachigen Raum erschienen sind.

## Geschichte
Die Regelwerke gehen in ihrem Aufbau und großenteils auch in der Sache bis heute auf das Werk Ueber deutsche Rechtschreibung vom wissenschaftlich praktischen Standpunkte, das Ergebnis der Einigung zwischen den Lehrern der allgemeinen Bürger- und städtischen Realschule zu Leipzig, Leipzig 1857 (zweite Auflage 1867), von Dr. Karl Klaunig zurück. Von diesem Werk fertigte Klaunig einen Auszug unter dem Titel Regeln und Wörterverzeichnis für deutsche Rechtschreibung zum Gebrauch der Schüler und Schülerinnen der allgemeinen Bürger- und städtischen Realschule zu Leipzig [Leipziger Regelbuch], Leipzig 1857. Dieser Auszug bestand aus einem Regelteil und einem Wörterverzeichnis. Klaunig bezog sich zwar auf das schon zwei Jahre vorher erschienene Werk Regeln und Wörterverzeichnis für deutsche Rechtschreibung, gedruckt auf Veranstaltung des Königlichen Ober-Schulkollegiums zu Hannover, Hannover 1855, hat die Regeln aber vereinfacht und durch seine begleitende eingehende Ausarbeitung dem Leipziger Regelbuch und seiner Struktur zum Durchbruch verholfen, so dass es bis 1880 in den Leipziger Schulen und darüber hinaus verwendet wurde und als Muster für weitere Regelbücher diente.
Das erste amtliche Regelwerk mit dieser Struktur erschien 1861 unter dem Titel Regeln und Wörterverzeichniß für die deutsche Rechtschreibung, zum Gebrauch in den württembergischen Schulanstalten amtlich festgestellt, Stuttgart 1861. Knapp zwei Jahrzehnte danach folgten im Königreich Bayern Regeln und Wörterverzeichnis für die deutsche Rechtschreibung zum Gebrauch an den bayerischen Schulen, München o. J. [1879] und im Königreich Preußen Regeln für die deutsche Rechtschreibung zum Gebrauch in den preußischen Schulen, Berlin 1880. Diese beiden Werke bezogen sich auch auf die Beschlüsse der I. Orthographischen Konferenz, die 1876 in Berlin stattgefunden hatte. Es herrscht zwar bis heute die Meinung, dass diese Konferenz erfolglos gewesen sei, aber sie war der Ursprung der erstmaligen Herausgabe amtlicher Regelbücher in deutschen Staaten, wenn auch ohne eine besondere Reformierung des Schreibens. Dem bayerischen und preußischen Regelbuch folgten 1880 und 1881 Regelbücher im Königreich Sachsen und im Großherzogtum Baden. Auch in Österreich wurde 1879 unter dem Titel Regeln und Wörterverzeichnis für die deutsche Rechtschreibung, Wien 1879 ein erstes amtliches Regelbuch herausgegeben.
Da das Wörterverzeichnis in den amtlichen Regelwerken begrenzt und nicht jedermann in der Lage war, die richtige Schreibung eines Wortes aus den Regeln herzuleiten, eröffnete sich ein Markt für nichtamtliche Wörterbücher. Ein früher Marktführer waren Konrad Dudens Vollständiges orthographisches Wörterbuch der deutschen Sprache, Leipzig 1880; und sein Vollständiges orthographisches Wörterbuch für die Schule, Leipzig 1882. In diesen Wörterbüchern wurden – angeblich vollständig – alle Schreibungen aus den amtlichen Regelwerken hergeleitet. Auf die wenigen Abweichungen der Regelwerke untereinander wurde bei den betreffenden Wörtern jeweils hingewiesen.
Für den Schulunterricht war die Rechtschreibfrage damit grundsätzlich gelöst, denn die Lehrer hatten sich nach den amtlichen Regelbüchern zu richten. Es blieb aber der Umstand bestehen, dass zwischen den amtlichen Regelwerken Bayerns und Preußens – wenn auch geringe – Abweichungen bestanden (z. B. Literatur – Litteratur), und dass die übrigen deutschen Staaten sich der einen oder der anderen Schreibweise anschließen oder eigene Regelwerke mit noch anderen Schreibweisen herausgeben konnten. Tatsächlich aber haben sich die meisten deutschen Staaten dem preußischen Regelwerk und dem daraus abgeleiteten Wörterbuch Dudens angeschlossen. Es gab allerdings das Kuriosum, dass durch einen Erlass Otto von Bismarcks für die Behörden des Königreichs Preußen und des Deutschen Reichs die Anwendung der „neuen Rechtschreibung“ aus den amtlichen Regelbüchern bei Ordnungsstrafe verboten war. Dies galt bis 1902. Noch 1900 erschien für die Reichspost ein halbamtliches Wörterverzeichnis nach den Regeln, die vor 1880 in den Schulen gelehrt worden waren.
Eine so gut wie vollständige Übereinstimmung in den amtlichen Regelbüchern, die nach wie vor parallel in den deutschen Staaten herausgegeben wurden, wurde auf der II. Orthographischen Konferenz erzielt, die 1901 in Berlin stattfand. Seit dieser Konferenz waren die Werke bis auf einige Doppelschreibungen (gleichberechtigte verschiedene Schreibweisen) einheitlich und trugen seitdem den Titel Regeln für die deutsche Rechtschreibung nebst Wörterverzeichnis. Sie wurden bis zur Mitte des 20. Jahrhunderts in Baden, Bayern, Preußen, Sachsen und Württemberg herausgegeben. In Sachsen erschien zusätzlich das Werk Zeichensetzung und Fremdwörterverdeutschung im Anschluss an die Schrift Regeln für die deutsche Rechtschreibung nebst Wörterverzeichnis.
Nach dem Zweiten Weltkrieg erschienen 50 Jahre lang keine amtlichen Regelbücher mehr. In der sowjetischen Besatzungszone erschien 1946 Regeln für die deutsche Rechtschreibung nebst Wörterverzeichnis und Beispielen zur Zeichensetzung und in den Westzonen 1948 Otto Baslers Deutsche Rechtschreibung, Regeln und Wörterverzeichnis, München 1948. Diese Werke hatten halbamtlichen Charakter, denn sie wurden nicht in amtlichem Auftrag herausgegeben, aber sie wurden – teilweise mit Auflagen – zur Verwendung in Schulen zugelassen. Lediglich ein Stuttgarter Regelbuch von 1949 trägt den Untertitel Herausgegeben im Auftrag des Württembergisch-Badischen Kultministeriums.
Seitens der Bundesrepublik Deutschland erfolgte die erste amtliche Veröffentlichung von Rechtschreibregeln am 31. Oktober 1996 unter dem Titel Deutsche Rechtschreibung, Regeln und Wörterverzeichnis, Amtliche Regelung im Bundesanzeiger 205a/1996. In Bayern waren die Regeln bereits am 31. Juli 1996 im Amtsblatt des Bayerischen Staatsministerium für Unterricht, Kultus, Wissenschaft und Kunst veröffentlicht worden. Nordrhein-Westfalen gab das Regelwerk 1996 in Buchform heraus. Dieses Regelwerk von 1996 behält die Struktur der halbamtlichen und amtlichen Regelwerke aus dem 19. Jahrhundert bei. Auch die überarbeiteten Fassungen von 2004 und 2006 haben an der Struktur nichts geändert, sie haben einen Regelteil und ein Wörterverzeichnis. In der jüngsten Fassung unter dem Titel Amtliches Regelwerk der deutschen Rechtschreibung. Regeln und Wörterverzeichnis (2024) ist der Abschnitt „Zeichensetzung“ neu bearbeitet worden. Daher ändert sich im Regelteil gegenüber den Vorgängern der Inhalt der Paragrafen 67 bis 106 (neu: § 67 bis § 83) und die Paragrafenzählung von § 107 bis § 113 (neu: § 84 bis § 90).

## Amtliche Regelwerke

### Bis 1902
- Regeln und Wörterverzeichniß für die deutsche Rechtschreibung, zum Gebrauch in den württembergischen Schulanstalten amtlich festgestellt, Stuttgart 1861.
- Regeln und Wörterverzeichnis für die deutsche Rechtschreibung zum Gebrauch an den bayerischen Schulen. München o. J. [1879], In amtlichem Auftrage bearbeitet, Verlag von R. Oldenbourg.
- Regeln und Wörterverzeichnis für die deutsche Rechtschreibung. Wien 1879, Im kaiserlich-königlichen Schulbücher-Verlage.
- Regeln und Wörterverzeichnis für die deutsche Rechtschreibung zum Gebrauch in den preußischen Schulen. Berlin 1880, Herausgegeben im Auftrage des Königlichen Ministeriums der geistlichen, Unterrichts- und Medizinal-Angelegenheiten, Weidmannsche Buchhandlung.
- Regeln und Wörterverzeichnis für die deutsche Rechtschreibung zum Gebrauch in den sächsischen Schulen. Dresden 1880, Im Auftrage des Königl. Ministeriums des Kultus und öffentlichen Unterrichts herausgegeben, Generalverordnung vom 9. Oktober 1880, Verlag von Alwin Huhle.
- Regeln und Wörterverzeichnis für die deutsche Rechtschreibung zum Gebrauch in den badischen Schulen. Lahr 1881, Druck und Verlag von J. H. Geiger.

### Von 1902 bis 1945
- Regeln für die deutsche Rechtschreibung nebst Wörterverzeichnis. Berlin 1902, Herausgegeben im Auftrage des Königlichen Ministeriums der geistlichen, Unterrichts- und Medizinalangelegenheiten, Weidmannsche Buchhandlung.
- Regeln für die deutsche Rechtschreibung nebst Wörterverzeichnis. Im Auftrage des Ministeriums für Volksbildung für den Freistaat Sachsen herausgegeben, Generalverordnung vom 21. Oktober 1902, Alwin Huhle, Verlagsbuchhandlung, Dresden 1902
- Regeln für die deutsche Rechtschreibung nebst Wörterverzeichnis. Wien 1902, Neue, veränderte Auflage (Kleine Ausgabe), Einzige vom k. k. Ministerium für Kultus und Unterricht autorisierte Ausgabe, Im kaiserlich-königlichen Schulbücher-Verlage.
- Zeichensetzung und Fremdwörterverdeutschung. Im Anschluß an die Schrift „Regeln für die deutsche Rechtschreibung nebst Wörterverzeichnis“, Alwin Huhle, Verlagsbuchhandlung, Dresden 1902
- Regeln für die deutsche Rechtschreibung nebst Wörterverzeichnis. Lahr 1903, Zum Gebrauch in den badischen Schulen im Auftrag des Großherz. Ministeriums der Justiz, des Kultus und Unterrichts herausgegeben, Druck und Verlag von Moritz Schauenburg.
- Regeln für die deutsche Rechtschreibung nebst Wörterverzeichnis. München 1903, Herausgegeben vom Königlich Bayerischen Staatsministerium des Innern für Kirchen- und Schulangelegenheiten auf Grund Vereinbarung mit den deutschen Bundesregierungen und mit Österreich, Verlag R. Oldenbourg.
- Regeln für die deutsche Rechtschreibung nebst Wörterverzeichnis. Stuttgart 1904, Mit einem Anhang über die Satzzeichen, Herausgegeben im Auftrag des Königlich Württembergischen Ministeriums des Kirchen- und Schulwesens, J. B. Metzlerscher Verlag.
- Regeln für die deutsche Rechtschreibung nebst Wörterverzeichnis. Berlin 1912, Herausgegeben im Auftrage des Königlich Preußischen Ministeriums der geistlichen und Unterrichts-Angelegenheiten, Weidmannsche Buchhandlung.

### Nach 1945
- Regeln für die deutsche Rechtschreibung [Zusatz auf dem Einband: Ein Regelteil und ein Wörterverzeichnis]. Stuttgart 1949, Herausgegeben im Auftrag des Württembergisch-Badischen Kultministeriums, 20. Auflage, überarbeitet von Wilhelm Schradi, J. B. Metzlersche Verlagsbuchhandlung.
- Deutsche Rechtschreibung, Regeln und Wörterverzeichnis. Anhang zu: Bekanntmachung der Gemeinsamen Absichtserklärung zur Neuregelung der deutschen Rechtschreibung – Wiener Absichtserklärung – Vom 1. Juli 1996. Bonn 1996, Bundesanzeiger Nummer 205a vom 31. Oktober 1996, ISSN 0720-6100.
- Deutsche Rechtschreibung, Regeln und Wörterverzeichnis, Amtliche Regelung. München 1996, Amtsblatt des Bayerischen Staatsministerium für Unterricht, Kultus, Wissenschaft und Kunst, Teil I, Sondernummer 1, Ausgegeben in München am 31. Juli 1996.
- Deutsche Rechtschreibung, Regeln und Wörterverzeichnis, Amtliche Regelung. Düsseldorf 1996, Herausgegeben vom Ministerium für Schule und Weiterbildung des Landes Nordrhein-Westfalen, Concept Verlag GmbH, Düsseldorf, ISBN 3-931795-06-3.
- Rat für deutsche Rechtschreibung (Hrsg.): Deutsche Rechtschreibung. Regeln und Wörterverzeichnis: Amtliche Regelung. Gunter Narr Verlag Tübingen, 2006, ISBN 978-3-8233-6270-8
- Österreichisches Wörterbuch. 43. Auflage, Wien 2016. (1. Auflage: 1951) Das für Österreich gültige amtliche Regelwerk der deutschen Sprache, herausgegeben im Auftrag des Bundesministeriums für Bildung; ISBN 978-3-209-08513-9 (Schulausgabe), ISBN 978-3-209-08514-6 (vollständige Ausgabe), ISBN 978-3-209-09360-8 (Wörterbuch und E-Book), ISBN 978-3-209-04863-9 (Kompaktausgabe)

## Halbamtliche Regelwerke

### Bis 1945
- Regeln und Wörterverzeichnis für deutsche Rechtschreibung. Hannover 1855, auf Veranstaltung des Königlichen Ober-Schulkollogiums zu Hannover.
- Ueber deutsche Rechtschreibung vom wissenschaftlich praktischen Standpunkte, das Ergebnis der Einigung zwischen den Lehrern der allgemeinen Bürger- und städtischen Realschule zu Leipzig. Auf Veranlassung des Herrn Dir. Dr. Vogel und unter Mitwirkung einer zur Prüfung ernannten Kommission bearbeitet von Dr. K. Klaunig. Leipzig: Verlag von Bernhard Schlicke, 1857 (Digitalisat bei Google Books).
- Regeln und Wörterverzeichnis für deutsche Rechtschreibung zum Gebrauch der Schüler und Schülerinnen der allgemeinen Bürger- und städtischen Realschule zu Leipzig. Leipzig 1857, Verlag von Bernhard Schlicke.
- Anleitung zur deutschen Rechtschreibung [Inhalt: Regeln der Rechtschreibung, Wörter-Verzeichniß]. Hannover 1861, Als Manuscript gedruckt für die Unterrichts-Anstalten der Armee, Hahn’sche Hofbuchhandlung.
- Regeln und Wörterverzeichniss für die Rechtschreibung und Zeichensetzung zur Erzielung einer einheitlichen Orthographie in den deutsch-schweizerischen Schulen. Bearbeitet im Auftrag des schweizerischen Lehrervereins; 1863
- Regeln und Wörterverzeichnis für die Deutsche Orthographie. Berlin 1871, zum Schulgebrauch herausgegeben von dem Verein der Berliner Gymnasial- und Realschullehrer, H. Ebeling.
- Regeln und Wörterverzeichnis für die deutsche Rechtschreibung zum Gebrauch in den Schulen der evang. Landeskirche A. B. in Siebenbürgen. Hermannstadt 1882, Verlag des Landeskonsistoriums.
- Alphabetisches Wörterverzeichnis für die Rechtschreibung bei der Reichs-Post- und Telegraphenverwaltung. Berlin 1900, Ein Hülfsbuch für alle Post- und Telegraphenbeamten, die sich im amtlichen Verkehre schriftlich ausdrücken müssen, Nach den neuesten maßgebenden Werken, besonders nach den aus dem Bürgerlichen Gesetzbuche sich ergebenden Regeln bearbeitet von Oskar Nitschke, Ober-Postassistent, Zweite, unveränderte Auflage, Im Selbstverlage. [Alte Rechtschreibung (vor 1880)].

### Nach 1945
- Regeln für die deutsche Rechtschreibung nebst Wörterverzeichnis und Beispielen zur Zeichensetzung. Berlin/Leipzig 1946, Volk und Wissen Verlags-G.M.B.H.
- Deutsche Rechtschreibung, Regeln und Wörterverzeichnis. München 1949, 3. erweiterte Auflage, bearbeitet von Otto Basler, Verlag von R. Oldenbourg.
- Regeln für die deutsche Rechtschreibung mit Wörterverzeichnis. Berlin-Köln 1952, 4. Auflage, Weidmann-Greven-Verlag, „Die vorliegende Auflage wurde auf Grund der bei der Weidmannschen Verlagsbuchhandlung seit Jahrzehnten erschienenen amtlichen Regeln für die deutsche Rechtschreibung herausgegeben von Dr. Wilhelm Dittrich und Edda Prochownik“.

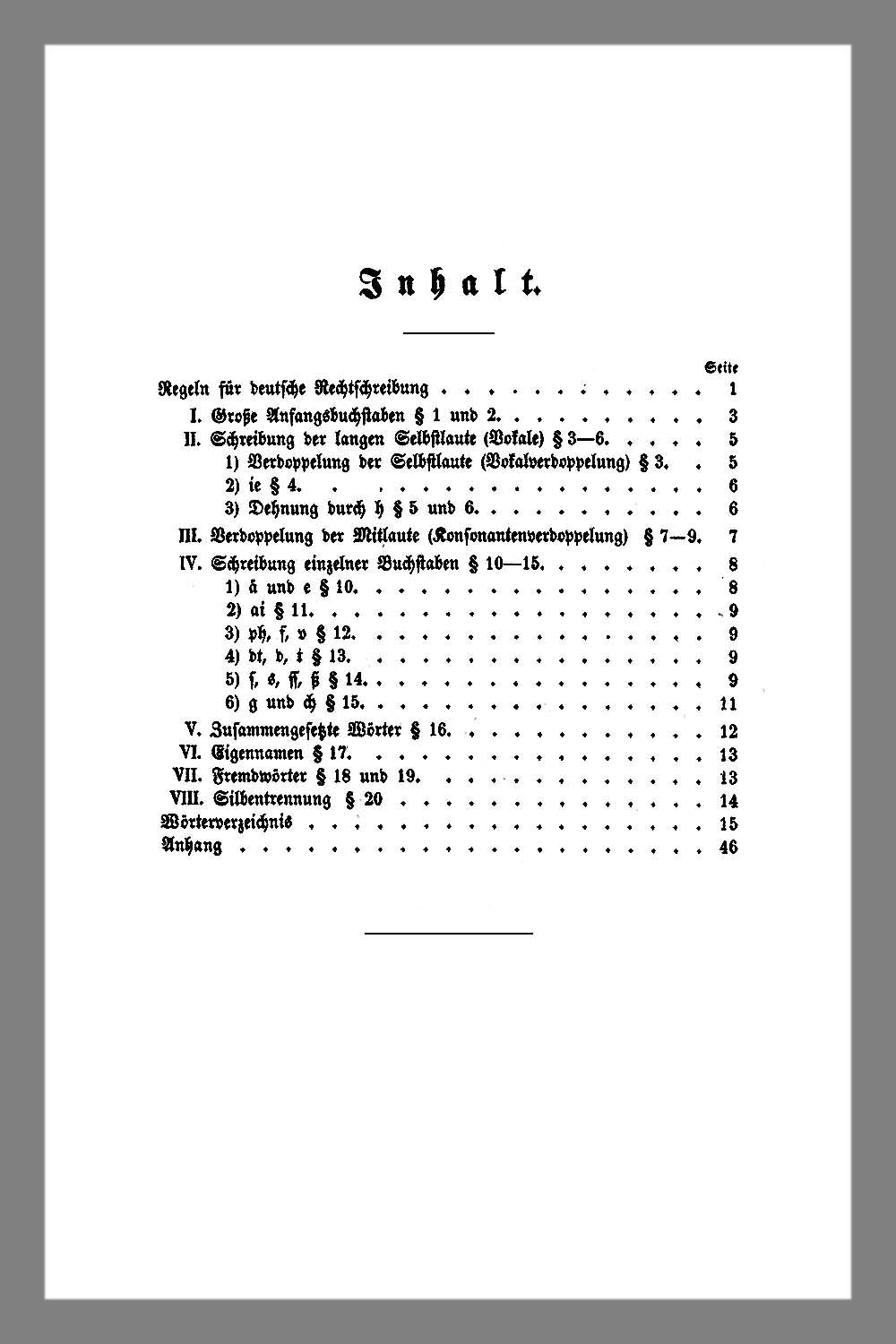
Inhalt (Leipzig 1857)
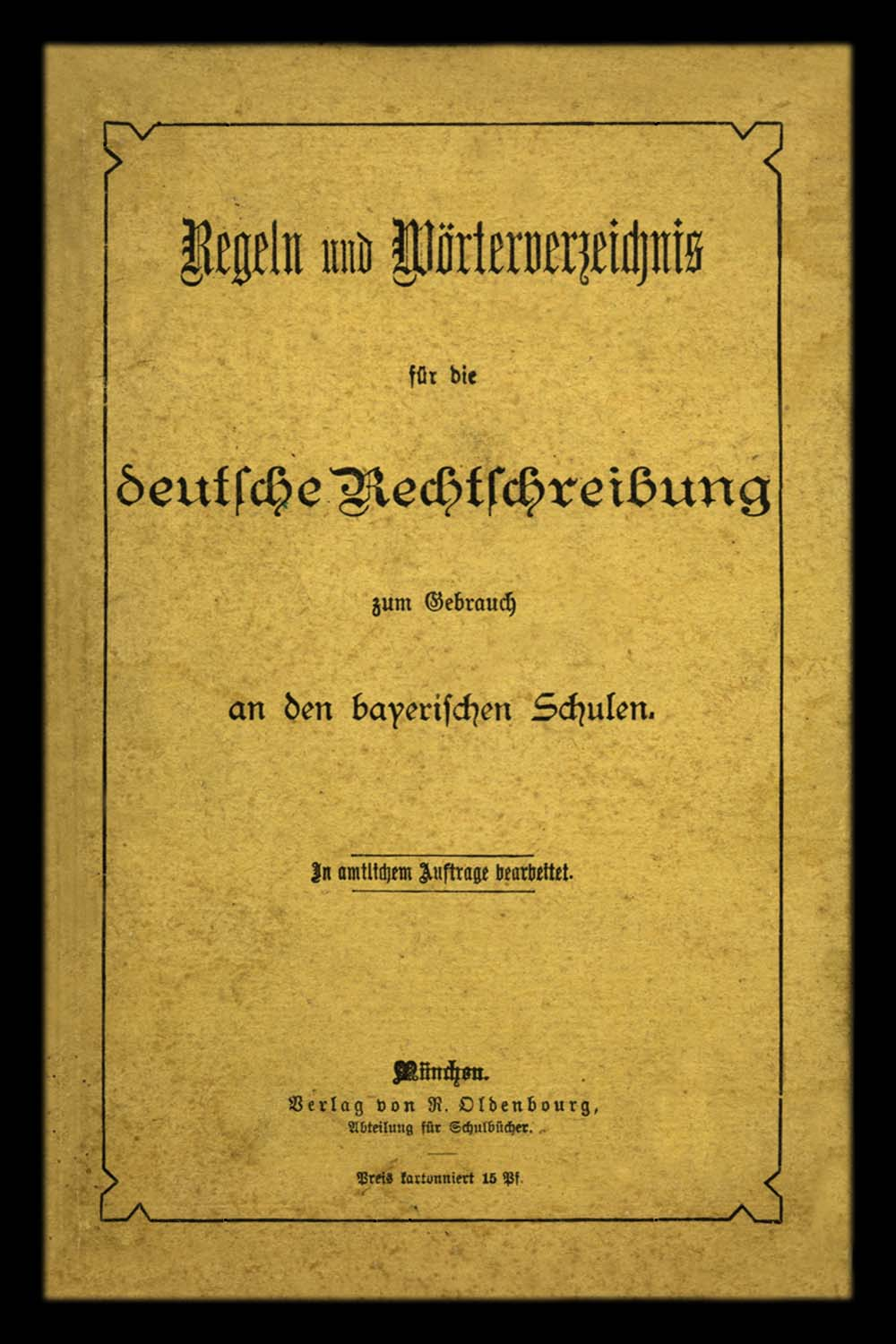
Bayerisches Regelbuch 1879
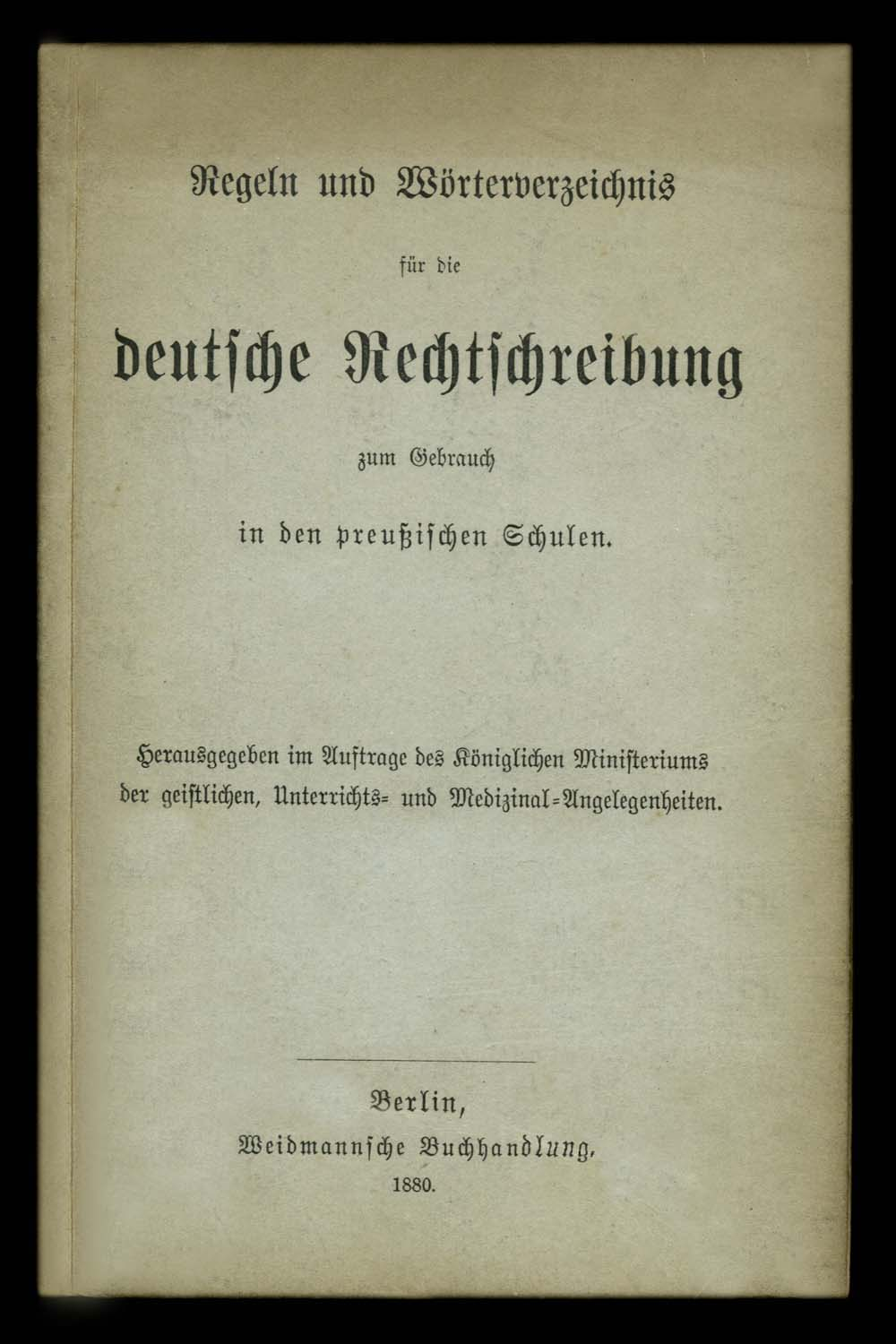
Preußisches Regelbuch 1880
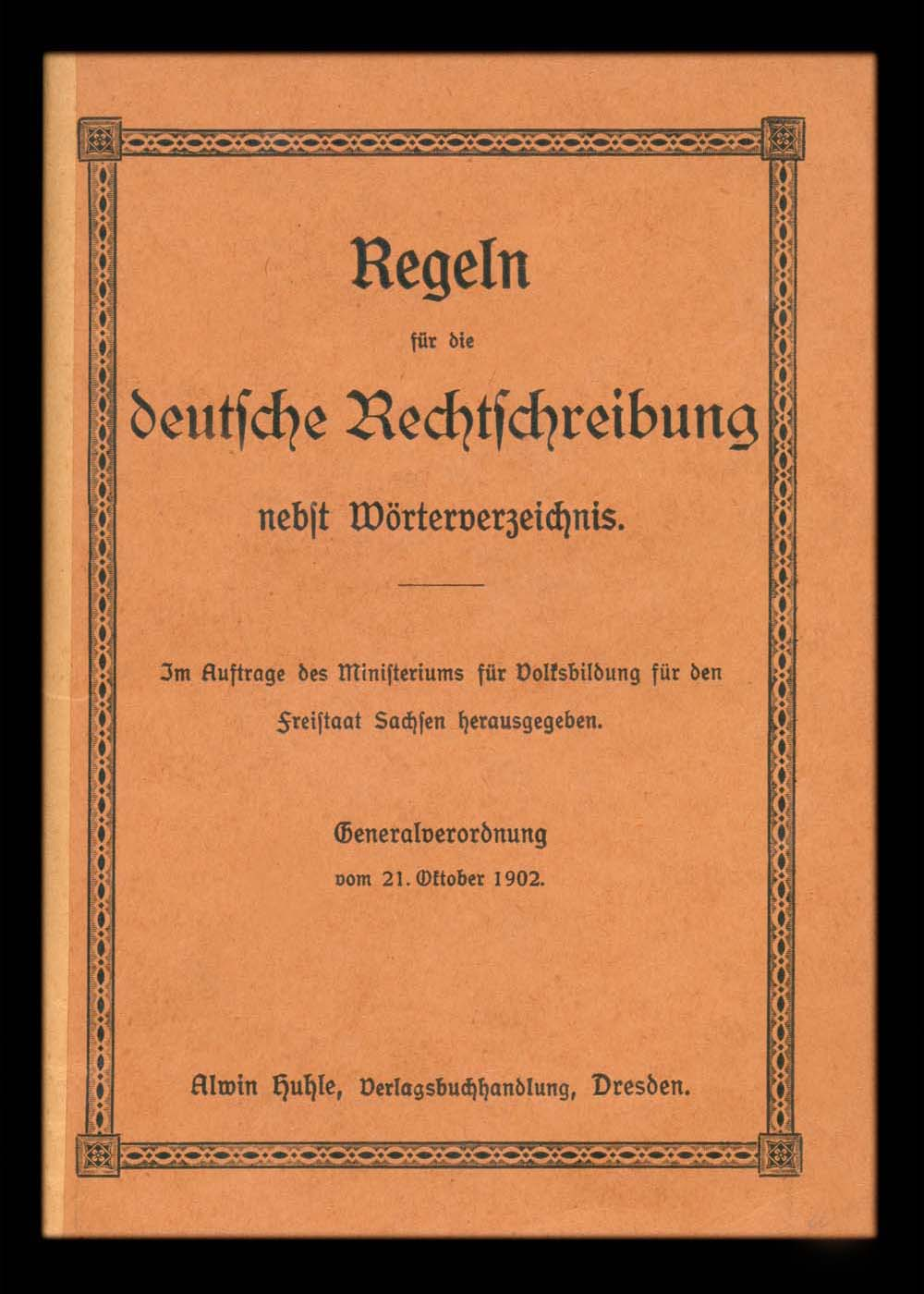
Sächsisches Regelbuch 1902
Preußisches Regelbuch 1912
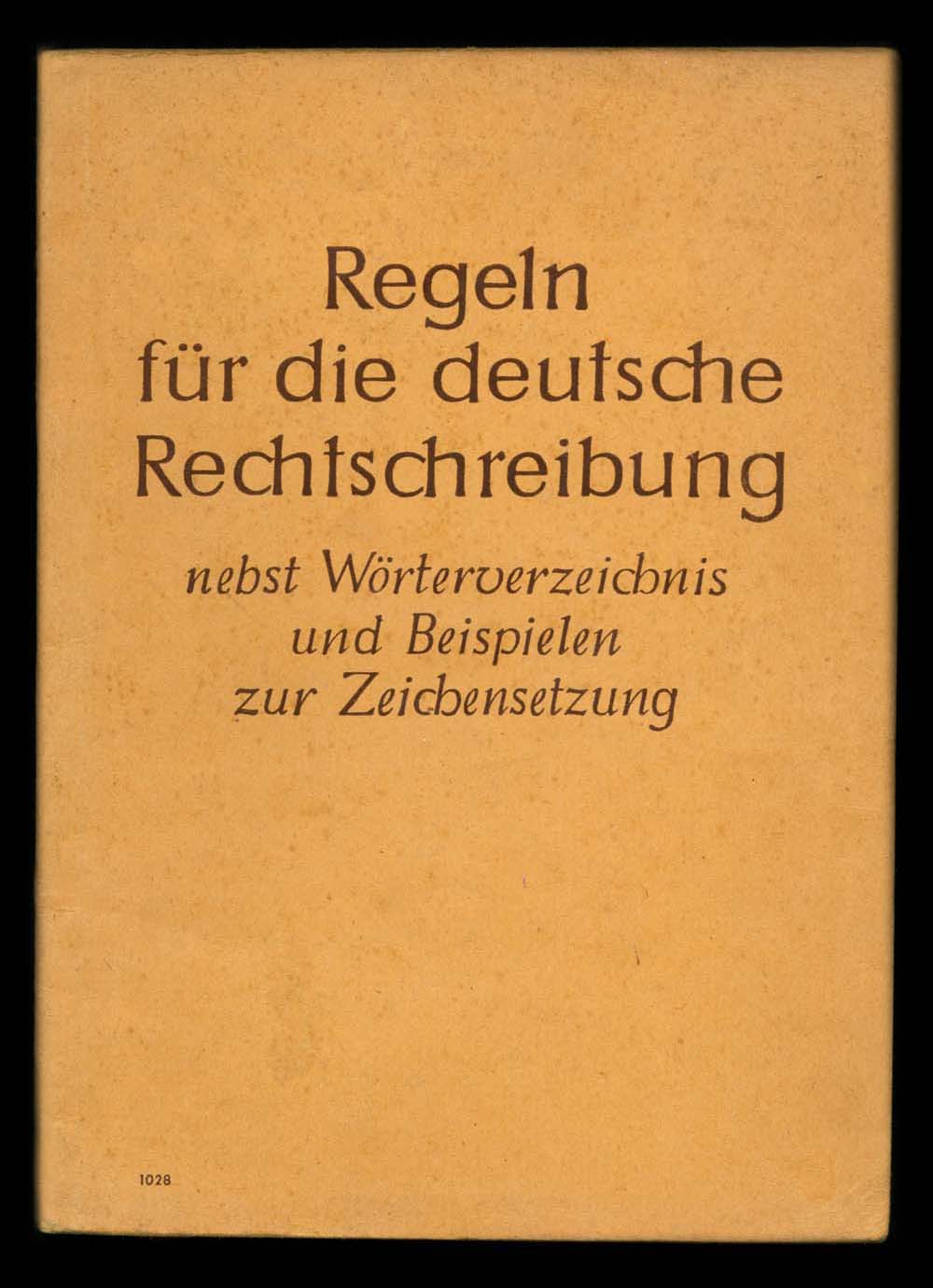
Regelbuch der Sowjetzone 1946